# 山口貴子
山口 貴子（やまぐち たかこ、1974年 ‐ ）は神奈川県出身の元女優。

## エピソード
- 貴子の父親は俳優の山口豪久（たけひさ）。母親も元女優の山口千枝。

- 父の豪久は1986年に亡くなった為、父の記憶はあるが俳優としての山口豪久はあまり記憶が無い[1]という。

- 女優を目指すきっかけは幼少の頃、父が近所の子供会で演技指導をしている様子を見ていたコトで、父の跡を継ぎ女優となった[1]。

- 侵略美少女ミリの企画は仮面ライダーなどのプロデューサーだった平山亨が「(亡父『豪久』がライダーマン役で平山のプロデュース番組に出演していたことから)山口貴子で一本作れないか？」と言うことから始まった作品。平山亨自身が監督復帰作品として製作された[2]。

- 侵略美少女ミリのレギュラー出演中は若手少女たちの面倒を見る事もあり、出演のない時も撮影に駆けつけ撮影を手伝っていた[2]。

## 主な出演作品

### テレビドラマ
- ボイスラッガー（1999年、テレビ東京） - 婦人警官役
- 侵略美少女ミリ（2000年、テレビ埼玉） - ジョシー136号役

### 映画
- 地球侵略タイトルマッチ 女我レディース（1999年） - セコンド役

### インタビュー
- 仮面ライダーSPIRITS（2001年）第2巻巻末インタビュー